# Jean-Marie Emmanuel Legraverend
Pour les articles homonymes, voir Legraverand.
Jean-Marie Emmanuel Legraverend, né le 8 mai 1776 à Rennes et mort le 23 décembre 1827 à Paris, est un haut fonctionnaire et homme politique français, ancien député d'Ille-et-Vilaine.

## Biographie
Jean-Marie Emmanuel Legraverend est le fils de l'avocat Emmanuel-André Legraverand et de Françoise Julienne Pauline Malherbe. Il commence sa carrière dans l'administration départementale de sa région puis travaille au Ministère de la Justice où il devient, en 1814, directeur des affaires criminelles et des grâces. Durant la Première Restauration, il fut représentant à la Chambre des Cent-Jours. Après cette période, il retrouve ses fonctions au ministère et entre en 1819 au Conseil d'État.

## Distinctions
- Chevalier de la Légion d'honneur (1814).

## Mandats politiques
- 12 mai 1815-13 juillet 1815 : Député d'Ille-et-Vilaine

## Hommages
Depuis 1840, la rue Legraverend à Paris porte son nom, ainsi qu'une rue à Rennes.